# Kanupolo Salzburg
Der Verein Kanupolo Salzburg ist ein österreichischer Sportverein für Kanupolo mit Sitz im Salzburger Stadtteil Liefering. Der 2015 gegründete Verein war 2020 Österreichischer Meister in der Disziplin.

## Ziele
Der Verein Kanupolo Salzburg hat zum Ziel, allen Interessierten den Kanupolosport auf hohem Niveau zu ermöglichen, mit Kursen sowohl Einsteiger als auch Fortgeschrittene professionell auszubilden sowie eine Gemeinschaft für alle Kanusportler in Salzburg zu bieten. Der Verein versteht sich auch als Einrichtung zur Förderung des Kanusports im Allgemeinen. Eine Grundhaltung ist gemeinschaftliches Miteinander im Sinne des Fair Play und Teamgeists.

## Geschichte
Der Verein Kanupolo Salzburg wurde im August 2015 gegründet. Der Kanupolosport startete bereits 2013 im Halleiner Ortslage Rif im Rahmen der Wildwasser-Neigungsgruppe des Österreichischen Alpenvereins. Seit April 2018 ist der Verein am Badesee in Liefering ansässig. Im selben Jahr wurde ein nach ICF-konformen Maßstäben gültiges Kanupolo-Spielfeld am Salzach-Badesee gebaut. 2019/2020 vollzog der Verein ein Rebranding. 2021 baute der Verein in Zusammenarbeit mit der Stadt Salzburg das erste reine Kanu-Bootshaus in Salzburg.

## Sportstätten

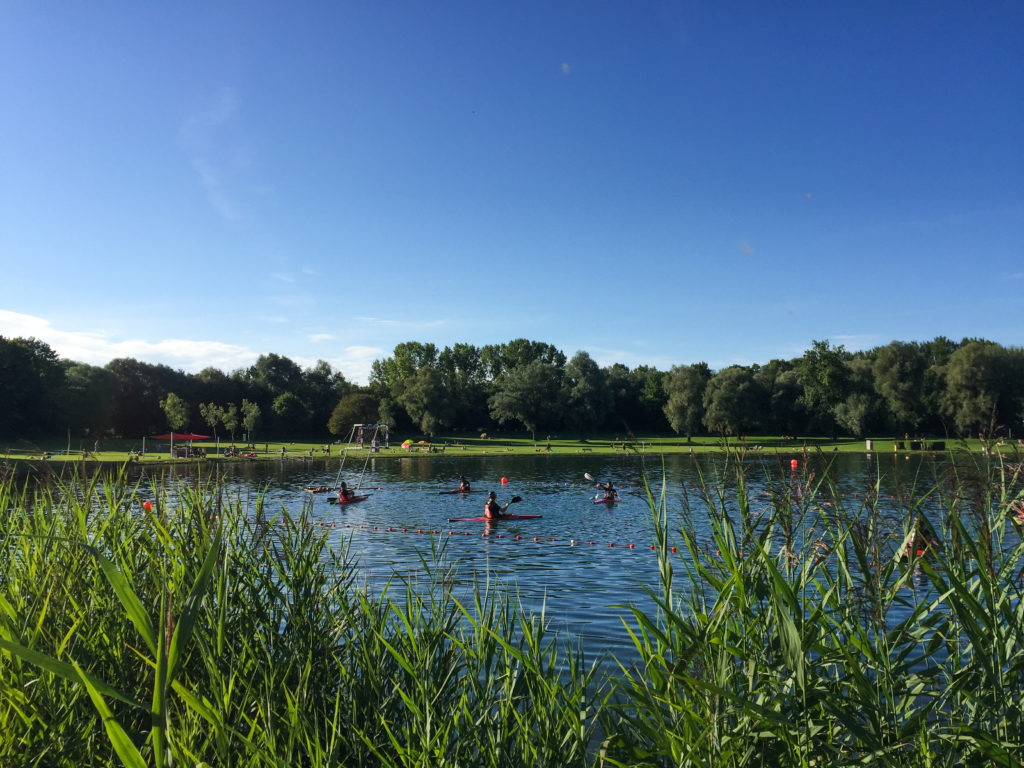
Kanupolofeld am Badesee Liefering

Von 2013 bis 2017 wurde Kanupolo auf dem Rückstau der Königsseeache (Ursteinstausee) in Anif durchgeführt, was aufgrund der stetigen Strömung, der Wassertemperatur, dem möglichen Hochwasser-Einfluss sowie der Logistik unzureichend war.
Der Salzach-Badesee (auch: Badesee Liefering, einer von mehreren Salzachseen) im nördlichen Salzburger Stadtteil Liefering ist seit 2018 die sportliche Heimat des Vereins. Er bietet mit der vorhandenen Infrastruktur und der geeigneteren Wassertemperatur optimale Voraussetzungen für die Ausübung des Sports.
Turniere am Salzach-Badesee
| 2024 | 4. Int. Salzburger Kanupolo-Turnier (06.-07.07.2024)                                               |
| 2023 | 3. Int. Salzburger Kanupolo-Turnier (01.-02.07.2023)                                               |
| 2022 | Österreichische Meisterschaften (10.-11.09.2022)                                                   |
| 2022 | 2. Int. Salzburger Kanupolo-Turnier (02.-03.07.2022)                                               |
| 2021 | 1. Salzburger Kanupolo-Turnier (26.-27.06.2021)                                                    |
| 2018 | Österreichische Meisterschaften (01.9.2018) (erstmalige Ausrichtung einer Kanupolo-ÖM in Salzburg) |

## Erfolge
Die 1. Mannschaft wurde im September 2020 Österreichischer Meister und die 2. Mannschaft erzielte im selben Turnier den 5. Platz
| 2023 | Österreichischer Vize-Staatsmeister                                 |
| 2022 | Österreichischer Vize-Staatsmeister                                 |
| 2022 | 1. Platz, 2. Int. Salzburger Kanupolo Turnier                       |
| 2022 | 1. Platz, 1st Graz Int. Canoepolo Tournament                        |
| 2021 | Österreichischer Vizemeister                                        |
| 2020 | Österreichischer Meister                                            |
| 2019 | 2. Platz, IOC München                                               |
| 2019 | 2. Platz, Triest/Italien (2nd devision)                             |
| 2019 | Österreichischer Vizemeister                                        |
| 2019 | 3. Platz, Baschirotto/Italien (2nd devision)                        |
| 2019 | 2. Platz, JSMC München                                              |
| 2018 | Österreichischer Vizemeister (Team 1) und Drittplatzierter (Team 2) |
| 2017 | Österreichischer Vizemeister                                        |
| 2017 | 1. Platz, Innsbrucker Canoe Polo Cup                                |
| 2016 | Österreichischer Vizemeister                                        |
| 2016 | 1. Platz, Innsbrucker Canoe Polo Cup                                |
| 2015 | 3. Platz, Österreichische Meisterschaften                           |
| 2014 | 3. Platz, Österreichische Meisterschaften                           |